# Krzysztof Piasecki (muzyk)
Krzysztof Piasecki, pseud. Puma (ur. 7 września 1959 w Opolu) – polski gitarzysta, kompozytor, aranżer i pedagog.

## Życiorys
Absolwent Katowickiej Akademii Muzycznej, wydział Jazzu i Muzyki Rozrywkowej. Zdobywca tytułu Najlepszego Gitarzysty Jazzowego pisma muzycznego „Gitara i Bas”. W 1997 r. Współpracował z wieloma znanymi zespołami („Heavy Metal Sextet”, „Walk Away”, Kwintet Zbigniewa Lewandowskiego, „Bober`s Friends”, orkiestra opolskiego radia pod dyrekcją Edwarda Spyrki, międzynarodowe składy „Humman Elements” i „Yurala”) oraz artystami (Jarosław Śmietana, Zbigniew Namysłowski, Tomasz Szukalski, Jan Ptaszyn Wróblewski, Krzesimir Dębski, Krzysztof Ścierański, Bernard Maseli, Piotr Baron, Leszek Możdżer, Adam Skrzypek, Janusz Skowron, Henryk Miśkiewicz, Krzysztof Przybyłowicz, Zbigniew Wrombel, Piotr Wojtasik, Andrzej Rusek, Maciej Sikała, Tadeusz Leśniak, Jerzy Główczewski, Janusz Stefański, Jacek Pelc). Akompaniował wielu znanym światowym gwiazdom (Jose Feliciano, Shirley Bassey, Alan White, Cindy Blackman, Johnny Rabb, Tonny Royster Jr., Carmine Appice, Bill Mollenhof, The Drifters, Ralf Rickert, Carl Palmer, Charlie Green, Siggy Davis jak i znakomitościom krajowej estrady (Józef Skrzek, Hanna Banaszak, Ewa Bem, Urszula Dudziak, Grażyna Łobaszewska, Krystyna Prońko, Maryla Rodowicz, Lora Szafran, Ryszard Rynkowski, Zbigniew Wodecki, grupa „Vox”).

## Dyskografia
- 1995 – Krzysztof Puma Piasecki z m.in. Jarosławem Śmietaną[2]
- 1995 – Krzysztof Puma Piasecki z m.in. Zbigniewem Namysłowskim i Krzysztofem Ścierańskim[3]
- 2006 – Wild Cats z m.in. Maciejem Sikałą i Piotrem Wojtasikiem[4]
- 2006 – Illusion[5]
- 2006 – Backward/Forward[6]
- 2017 – Stories z Józefem Skrzekiem[7]